# 怪 ayakashi
《怪 ～ayakashi～》（あやかし）為日本的恐怖動畫作品。為富士電視台系列「noitaminA」的第三部作品。從2006年1月12日到3月23日期間播放，全11話。
本作為noitaminA改變以《蜂蜜幸運草》等少女漫畫為原作的動畫路線、將日本從古至今以來的三篇鬼故事「四谷怪談」、「天守物語」、「化貓」做為基礎、加入創作者們對原作的獨特解釋和以現在的觀點來創作新的故事，來替故事加入更多的味道、讓讀過原作的人也能以新鮮的感覺觀賞這部強烈前衛風格的異色之作。
這三篇故事、以短篇形式來製作、所以作品間的故事並無相關聯、製作人員也都各自進行自己的故事。所以各個故事都有自己的風格。畫風也都各有差別。
「ayakashi」的讀音方面與MBS所播的《天保異聞 妖奇士》相當相似。

## 故事簡介

### 四谷怪談
四谷怪談是一部日本民間靈異故事，由鶴屋南北四世在1825年寫成作為歌舞伎表演，是日本歷來最著名的怪談，被拍成電影超過三十次，沿襲《東海道四谷怪談》的內容、故事的一開始和「結尾」的最後與原作者－鶴屋南北一起交織了整個四谷怪談的歷史。該作鬼故事在日本有各種不同的版本，每個版本發生情節略有些不同。

### 天守物語
雖然使用原作天守物語的名稱，但故事與設定卻有許多的變更點，大體上成為另一個原創故事。原作以「白鷺城」為舞台，這也是姬路城的別名。這部的風格在三作中算最平常的一個。

### 化貓
上述二作品都有原作，而《化貓》的故事則是完全的原創。表演手法也是大異奇趣，大多使用著3DCG並且用上浮世繪風的顏色。全篇背景則使用和紙風的設定。
因為受到好評，以同樣賣藥的主角的作品《物怪》也在2007年7月12日放映到9月27日（全12集）。

## 登場人物

### 四谷怪談
民谷 伊右衛門（聲優：平田廣明）
原來是個武士。因為赤穗家遭到抄家而成為浪人。和阿岩互相喜歡彼此，但受到阿岩的父親－左門的懷疑而被迫分手。後來殺了左門，他也因此順利和阿岩復合，但在阿岩生下孩子後而冷落了她，甚至最後拋棄她。
民谷 岩（聲優：小山茉美）
在產下伊右衛門的孩子後，也還是不發牢騷地過著貧困的生活。但由於伊藤家的陰謀，而遭到下毒。因而在留下恨意後而憤死並且成為怨靈，對伊右衛門和他周圍的人一個一個進行報復……。
鶴屋 南北（聲優：阪脩）
江戶時代的文學家、四谷怪談的原作者。講述這次故事的人物。
四谷 袖（聲優：永島由子）
阿岩的小姨子。為了幫被認為死亡的與茂七報仇，而與直助成為暫時的夫妻。但實際上與茂七卻依然活著……。
伊藤 梅（聲優：廣橋涼）
武士的女兒。在見到伊右衛門後，明知他有妻子卻還依然想要與他交往。是一位任性刻薄又兇殘的女人，為了要與伊右衛門成親，與爺爺喜兵衛策畫了毒害阿岩的詭計。
直助 權兵衛（聲優：園部啟一）
以前在四谷家幫傭的男人。為了能夠對阿袖橫刀奪愛，殺了與茂七，並以幫與茂七報仇為藉口而與她成為夫妻。
佐藤 與茂七（聲優：高木涉）
和阿袖訂婚的浪人。因為曾經打傷權兵衛而得罪了他，結果他和左門一起遭到謀害，而被認為已經死亡。
宅悅（聲優：稻葉實）
表面為按摩師。但實際上是地獄宿（女郎屋）的店主。在成為伊右衛門的小弟後而知道他的陰謀，由於害怕而向阿岩毫不保留的說出真相。
小佛 小平（聲優：松野太紀）
經由宅悅的介紹，在伊右衛門家服務。為了治好原來主人的病，而偷了叫作的藥，結果被發現而慘遭殺害。
秋山 長兵衛（聲優：諸角憲一）
和伊右衛門在浪人時是好同伴。幫助他棄置阿岩的屍體。
阿熊
伊右衛門的母親。由於赤穗家遭到抄家，而成為到敵人吉良家服務的佛孫兵衛的後妻，並且虐待小平的孩子。

### 天守物語
姬川圖書之助（聲優：綠川光）
為武田播磨守的鷹匠。為了找回失蹤的老鷹小次郎而在森林迷路，因此來到了白鷺城附近的池子。在這池子旁宿命地遇到了白鷺城裡的富姬，結果漸漸地愛上了她。
富姬（聲優：桑島法子）
身為忘卻之神的美麗公主。住在白鷺城的天守閣上。以前，她的母親愛上了人類，結果卻被拋棄而死於非命。她也與母親走上同樣的命運。在與圖書之助戀愛時，同時體會到了喜悅與悲傷的感情。
長舌姥姥（老婆婆）（聲優：真山亞子）
住在白鷺城中的忘卻之神的一人，並且養育富姬長大。也擔任富姬母親的監察人。在知道富姬與圖書之助戀愛以後，而非常害怕忘卻之神一族的神力因此而消失。
奇奇丸（聲優：小野坂昌也）
有著山雞外型的妖怪，以藏在白鷺城的財寶為目標，因此與圖書之助聯手進入城中找尋財寶。為了收集情報，而變裝前往人類住的地方訪查。
怪怪丸（聲優：山口勝平）
奇奇丸的搭檔。有著蟾蜍外型的妖怪，以擁有能夠揮舞巨鎚的怪力而自豪。要襲擊遇見富姬的圖書之助時，被富姬給打倒而逃之么夭。
阿靜（聲優：千葉紗子）
人類女性。個性認真，和圖書之助是一對戀人。在和圖書之助結婚後，由於意識到他的心已經不在她的身上，而賭上了自己身為女性的自尊展開行動，要把圖書之助給喚回來。

### 化貓
賣藥郎（聲優：櫻井孝宏）
在出嫁日拜訪坂井家的謎之藥商。是一位拿著能夠斬除妖怪的退魔劍，使用奇怪的體術和奇怪物品的謎之男子。雖然一直戲弄著小田島，不過由於他的認真而答應解決這次的怪事。為了斬殺妖怪，所以他需要找出引發這次騷動的妖怪的形、真、理。
坂井伊顯（聲優：佐佐木誠二）
坂井家的次男。從伊行家過繼過來繼承坂井家，由於性格懦弱而被妻子水江壓得死死的。因為不擅長經營財務，所以造成家裡的經濟出現赤字。
坂井水江（聲優：澤海陽子）
伊顯的妻子、真央的母親。因為女兒死在自己面前，而臥病在床。
坂井真央（聲優：鎌田梢）
伊顯和水江的女兒。為了能夠支撐家裡的家境，在要嫁入鹽野家時而離奇橫死。
坂井伊國（聲優：龍田直樹）
坂井家的長男。因為喜歡喝酒，所以性格不好而且不太有人望。因為如此，所以才讓伊顯繼承坂井家家督之位。
坂井伊行（聲優：大塚周夫、年輕時：佐佐木誠二）
伊國和伊顯之父。將家督之位讓給伊顯繼承，現在隱居當中。與這次的事情有相當大的關聯，一直不說出事實的真相。
勝山（聲優：島香裕）
坂井家的家臣。個性老實。和笹岡雖然處不來，但卻很聊得來。屬於伊顯派。
笹岡（聲優：竹本英史）
坂井家的家臣。和勝山雖然處不來，但卻很聊得來。與勝山不同的是相當冷靜也很冷酷。屬於伊國派。
小田島（聲優：稻田徹）
坂井家的侍衛，性格認真負責。對於賣藥郎所做的奇怪行為不但會加以頂嘴，而且也很不信任。但由於他的認真，也讓賣藥郎燃起熱情而振奮起來與妖怪戰鬥。
阿里嬸（聲優：日野由利加）
坂井家的女管家。對待加世相當嚴格。
加世（聲優：野上尤加奈）
坂井家的女傭。很中意賣藥郎的風趣，並且幫助他擊退引發這次事件的妖怪。在她的左眼有著一個小黑痣。
彌平（聲優：鈴木清信）
坂井家的老傭人，負責整修老樹。為了去叫醫生而走出賣藥郎設的結界之外，而被妖貓殺死。
珠生（聲優：鎌田梢）
過去出嫁時在路上遭到伊行綁架，而住在密室的年輕女性。與引發這次事件的妖怪有很大的關係。
貓（聲優：、回憶畫面的幼貓：野上尤加奈）
住在坂井家密室的黑貓。被關住的珠生相當疼愛牠。

## 製作人員

### 共同製作人員
- 企劃：金田耕司（富士電視台）
- 音樂：高梨康治
- 音樂協力：日本新力音樂、富士太平洋音樂出版、東映動畫音樂出版
- 編輯：片瀨健太
- 錄音工作室：Tavac
- （角色配音）協力：青二Production
- 廣告：正岡高子（富士電視台）
- 動畫製作：東映動畫
- 企畫協力：LATERNA
- 制作：怪 〜ayakashi〜製作委員會（富士電視、東映動畫、Asmik Ace Entertainment、日本新力音樂、SKY Perfect Well Think、電通）

### 四谷怪談
- 原作：鶴屋南北
- 劇本：小中千昭
- 製作擔任：杉本隆一、野田由紀夫
- 角色原案：天野喜孝
- 角色設定、總作畫監督：伊藤秀樹
- 美術監督：加藤浩
- 色彩設計：塚田劭
- 系列構成：今澤哲男

### 天守物語
- 原作：泉鏡花
- 劇本：坂元裕二
- 製作擔任：野田由紀夫
- 角色設定、概念設定、總作畫監督：名倉靖博
- 美術監督：行信三
- 色彩設計：森田博
- 動畫導演：門田英彥
- 系列構成：永山耕三

### 化貓
- 劇本：橫手美智子
- 製作擔任：野田由紀夫
- 角色設定、概念設定、總作畫監督：橋本敬史
- 美術監督：倉橋隆
- 色彩設計：森田博
- 系列構成：中村健治
- CG導演：森田信廣
- CG動畫導演：宮原直樹
- CG製作： 冰見武士
- CG製作監督：橫尾裕次

## 主題曲
- 片頭曲：「HEAT ISLAND」

歌：RHYMESTER
作詞：Sasaki Shiro、Sakama Daisuke／作曲、編曲：Mr.Drunk
- 片尾曲：

歌：元千歲
作詞、作曲：松任谷由實／編曲：松任谷正隆
化貓篇
- OP：「下弦の月」

歌：小松亮太×チャーリー·コーセイ
作词：春和文
作曲·编曲：小松亮太
- ED：「ナツノハナ」

歌：JUJU
作词：はしもとみゆき
作曲：谷口尚久
编曲：CHOKKAKU

## 各話集數
| 話數 | 日文標題 | 中文標題      | 分鏡     | 演出     | 作畫監督                   |
| ---- | -------- | ------------- | -------- | -------- | -------------------------- |
| 1    |          | 四谷怪談 序幕 | 今澤哲男 | 今澤哲男 | 阿部正己                   |
| 2    |          | 四谷怪談 二幕 | 岡崎幸男 | 岡崎幸男 | 八木元喜                   |
| 3    |          | 四谷怪談 三幕 | 藤本義孝 | 今澤哲男 | 宇田川一彥                 |
| 4    |          | 四谷怪談 終幕 | 芝田浩樹 | 芝田浩樹 | 伊藤秀樹                   |
| 5    |          | 天守物語 序幕 | 門田英彥 | 門田英彥 | 佐伯哲也                   |
| 6    |          | 天守物語 二幕 | 芝田浩樹 | 芝田浩樹 | 大西陽一                   |
| 7    |          | 天守物語 三幕 | 粟井重紀 | 粟井重紀 | 高乗陽子 丸英男            |
| 8    |          | 天守物語 終幕 | 門田英彥 | 門田英彥 | 佐伯哲也 武口憲司 名倉靖博 |
| 9    |          | 化貓 序幕     | 中村健治 | 中村健治 | 橋本敬史                   |
| 10   |          | 化貓 二幕     | 岡尾貴洋 | 岡尾貴洋 | 青井清年                   |
| 11   |          | 化貓 終幕     | 中村健治 | 中村健治 | 橋本敬史                   |

※Animax以「四谷怪談」、「化貓」、「天守物語」為順序來播放。

## 播放電視台
| 播放地區   | 播放電視台    | 播放日期                  | 播放時間             | 播放系列       | 備註   |
| ---------- | ------------- | ------------------------- | -------------------- | -------------- | ------ |
| 關東廣域圈 | 富士電視台    | 2006年1月12日 - 3月23日   | 星期四 24:35 - 25:05 | 富士電視台系列 |        |
| 中京廣域圈 | 東海電視台    | 2006年1月12日 - 3月23日   | 星期四 26:05 - 26:35 | 富士電視台系列 |        |
| 近畿廣域圈 | 關西電視台    | 2006年1月16日 - 3月27日   | 星期一 25:30 - 26:00 | 富士電視台系列 |        |
| 日本全域   | 富士電視台721 | 2006年10月18日 - 11月22日 | 星期三 21:00 - 21:50 | CS放送         |        |
| 日本全域   | Animax        | 2007年5月22日 - 7月31日   | 星期二 22:30 - 23:00 | CS放送         | 有重播 |

## 外部連結
- （日語） 怪 ～ayakashi～（東映官方網站） （页面存档备份，存于）